# 井伊直富
井伊 直富（いい なおとみ）は、江戸時代中期の近江国彦根藩の世嗣。直冨とも表記される。官位は従四位下・玄蕃頭。

## 略歴
12代藩主・井伊直幸の三男として誕生。母は高橋氏。幼名は豊吉。正室は伊達重村の三女・詮子（満姫）。生年は宝暦10年（1760年）ともされる。
兄・直尚が早世したため、直幸の嫡子となる。長州藩主・毛利重就の娘・列子と婚約したが、安永2年10月14日に列子は死去した。安永4年（1775年）、12代将軍・徳川家治に拝謁し叙任。安永9年（1780年）には少将に任ぜられた。天明3年（1783年）に仙台藩主・伊達重村の娘・詮子（あきこ）と結婚したが、天明7年（1787年）に20代で死去した。最期に手当をおこなったのは仙台藩の藩医・工藤平助であった。
直富に代わり弟・直中が嫡子となった。